# Третьяк, Генрих Михайлович
Генрих Михайлович Третьяк (29 июня 1937, Литва Барановичский повет, Новогрудское воеводство — 22 января 2024, Флерьяново) — Герой Социалистического Труда (1988), кандидат сельскохозяйственных наук.

## Биография
В 1956 году окончил Барановическую среднюю очно-заочную школу рабочей молодежи. С 1956 по 1959 гг. — служба в рядах Советской Армии. С 1959 по 1961 гг. работал на войсковой базе водителем в г. Барановичи.
В 1968 окончил с отличием Белорусскую сельскохозяйственную академию, во время учёбы был Ленинским стипендиатом.
С марта 1968 по февраль 1969 г. работал научным сотрудником проблемной лаборатории БСХА, с февраля 1969 по февраль 1970 г. − главным агрономом колхоза им. Ломоносова Ляховичского района, с февраля 1970 по ноябрь 1997 г. — председателем колхоза им. Ломоносова Ляховичского района.
Работая председателем колхоза, занимался наукой, создав в хозяйстве опытное поле. И вскоре опытным «полем» стал весь колхоз. Все технологические процессы в земледелии и животноводстве были поставлены на научную основу, и к концу 80-х годов в колхозе имени Ломоносова уже получали в среднем по 60—62 центнера зерновых с гектара, а на отдельных полях — по 70—90 центнеров. Прочная кормовая база способствовала подъему животноводства. К примеру, надои молока достигли 4000 килограммов от коровы. Защитил кандидатскую диссертацию на соискание учёной степени кандидата сельскохозяйственных наук.
В 1988 году был удостоен звания Героя Социалистического Труда.
Скончался 22 января 2024 года.

## Награды
- Герой Социалистического Труда
- Два ордена Ленина
- Орден Октябрьской Революции
- Орден «Знак Почета»
- Медали ВДНХ СССР